# Podocarpus dispermus
Podocarpus dispermus — вид хвойних рослин родини подокарпових.

## Поширення, екологія
Країни поширення: Австралія (Квінсленд). Зростає в мезофільних лозових дощових лісах, в якому вид є невеликим підлісковим деревом з великими листками.  Насіння можуть поширювати Casuarius casuarius чи Hypsiprymnodon moschatus. 

## Використання
Вид використовувався ранніми європейськими поселенцями для легких будівельних робіт.

## Загрози та охорона
Через свій порівняно обмежений ареал і ступінь історичної фрагментації середовища проживання, вид може бути сприйнятливим до стохастичних загроз, таких як лісові пожежі і циклони. Більшість місць проживання знаходяться в межах Вологих тропіків Квінсленду або національних парків або лісових заповідників.